# Temnora cinerofusca
Temnora cinerofusca is een vlinder uit de familie van de pijlstaarten (Sphingidae). De wetenschappelijke naam van de soort is voor het eerst geldig gepubliceerd in 1912 door Embrik Strand.